# Équipe cycliste Kuwait-Cartucho.es
L'équipe cycliste Kuwait-Cartucho.es est une équipe cycliste koweïtienne active en 2017 avec le statut d'équipe continentale.

## Histoire de l'équipe
L'équipe est lancée en 2017 avec notamment en son sein Davide Rebellin (45 ans), mais s'arrête dès la fin de saison.

## Principales victoires
- Tour de l'Ijen : 2017 (Davide Rebellin)
- Tour du Faso : 2017 (Salah Eddine Mraouni)

## Classements UCI
L'équipe participe aux circuits continentaux et principalement à des épreuves de l'UCI Asia Tour. Les tableaux ci-dessous présentent les classements de l'équipe sur les différents circuits, ainsi que son meilleur coureur au classement individuel.
UCI Africa Tour
| Saison | Classement par équipes | Meilleur coureur au classement individuel |
| ------ | ---------------------- | ----------------------------------------- |
| 2017   | 10e                    | Salaheddine Mraouni (9e)                  |

UCI Asia Tour
| Saison | Classement par équipes | Meilleur coureur au classement individuel |
| ------ | ---------------------- | ----------------------------------------- |
| 2017   | 15e                    | Davide Rebellin (54e)                     |

UCI Europe Tour
| Saison | Classement par équipes | Meilleur coureur au classement individuel |
| ------ | ---------------------- | ----------------------------------------- |
| 2017   | 117e                   | Davide Rebellin (1014e)                   |

## Effectif en 2017
| Cycliste              | Date de naissance | Nationalité    | Équipe 2016                    |  |
| --------------------- | ----------------- | -------------- | ------------------------------ |  |
| Abdulhadi Alajmi      | 2 mai 1995        | Koweït         | Massi-Kuwait Project           |  |
| Mohammad Alhattab     | 10 février 1992   | Koweït         |                                |  |
| Khaled Alkhalaifah    | 23 avril 1995     | Koweït         | Massi-Kuwait Project           |  |
| Salman Alsaffar       | 26 janvier 1989   | Koweït         | Massi-Kuwait Project           |  |
| Matt Boys             | 13 novembre 1989  | Australie      | Envelopemaster Giant Sheffield |  |
| Axel Costa            | 10 octobre 1994   | Espagne        | Massi-Kuwait Project           |  |
| Awet Gebremedhin      | 5 février 1992    | Érythrée       | Marco Polo                     |  |
| Fernando Grijalba     | 14 janvier 1991   | Espagne        | Inteja-MMR Dominican           |  |
| José Manuel Gutiérrez | 4 mai 1988        | Espagne        | CC Rías Baixas                 |  |
| Songezo Jim           | 17 septembre 1990 | Afrique du Sud | Dimension Data                 |  |
| Andreas Keuser        | 14 avril 1974     | Allemagne      | Massi-Kuwait Project           |  |
| Ali Moslim            | 1er novembre 1994 | Koweït         | Massi-Kuwait Project           |  |
| Salaheddine Mraouni   | 28 décembre 1992  | Maroc          |                                |  |
| Davide Rebellin       | 9 août 1971       | Italie         | CCC Sprandi Polkowice          |  |
| Stefan Schumacher     | 21 juillet 1981   | Allemagne      | Christina Jewelry              |  |
| Björn Thurau          | 23 juillet 1988   | Allemagne      | Wanty-Groupe Gobert            |  |
| Edwin Torres          | 14 février 1997   | Venezuela      | EC Cartucho.es                 |  |